# Голембиовский, Станислав Станиславович
 Станислав Станиславович Голембио́вский (8 августа 1918, Саратов — 20 марта 1995, Москва) — советский конструктор боеприпасов, лауреат Государственной премии СССР (1967).

## Биография
Родился 8 августа 1918 года в Саратове.
В 1943 году окончил Московский полиграфический институт по специальности холодная обработка металлов.
С 1943 года инженер-конструктор, затем начальника отдела завода № 398.
В 1951 году назначен главным инженером ГСКБ-398.
В 1962 году назначен заместителем директора — главным конструктором Научно-исследовательского института «Прибор» (НИИП).
С 1970 по 1990 год директор — главный конструктор государственного научно-производственного объединения «Прибор».

## Награды и звания
- Орден Ленина (1976)
- Орден Октябрьской Революции (1986)
- три Ордена Трудового Красного Знамени (1966), (1971), (1981)
- Сталинская премия третьей степени (1949) — за создание новых образцов боеприпасов
- Государственная премия СССР (1967)
- медали

## Память
В августе 2018 года на территории АО «НПО «Прибор» открыт памятник.
В сентябре 2019 года по предложению коллектива и ветеранов АО «НПО «Прибор» собрание акционеров АО «НПК «Техмаш» переименовало предприятие в АО «НПО «Прибор» имени С. С. Голембиовского».